# Зенхајм
Зенхајм (њем. Senheim) општина је у њемачкој савезној држави Рајна-Палатинат. Једно је од 92 општинска средишта округа Кохем-Цел. Према процјени из 2010. у општини је живјело 571 становника. Посједује регионалну шифру (AGS) 7135079.

## Географски и демографски подаци
Зенхајм се налази у савезној држави Рајна-Палатинат у округу Кохем-Цел. Општина се налази на надморској висини од 91 метра. Површина општине износи 12,6 km². У самом мјесту је, према процјени из 2010. године, живјело 571 становника. Просјечна густина становништва износи 45 становника/km².